# Leonel Duarte
Leonel Duarte Plat (Camagüey, 1º agosto 1987) è un ex calciatore cubano, di ruolo attaccante.
È stato squalificato a vita dalla FIFA nell'aprile 2019 con l'accusa di aver tentato di manipolare i risultati di alcuni incontri.